# Askes

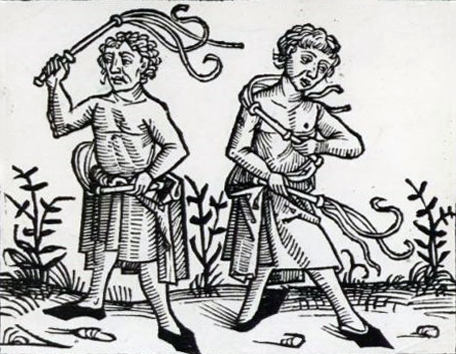
1400-talsflagellanter

Askes innebär ”övning” i andlig eller fysisk mening i syfte att nå fullkomlighet, en större helighet. Asketism förekommer i olika former i skilda kulturer. Ursprungligen syftade ordet på försakelser som idrottsmän lade på sig som förberedelse för tävling. 
En person som ägnar sig åt askes kallas asket.
Det finns olika sätt att utöva askes, ett sätt är att utöva varaktiga eller tillfälliga former av avhållsamhet – från mat (fasta), viss kost, sömn, tal, könsumgänge etcetera. Ett annat kan vara att utöva andningsövningar, meditation och bön.
Asketen strävar oftast efter att lösgöra sig från det jordiska och kroppsliga för att genom förandligande närma sig det transcendenta. Dualistiska motsatser, till exempel mellan Gud och världen, ande och kropp, denna värld och en högre värld, kan spela en avgörande roll. 
Olika former av askes förekommer i skilda kulturer, särskilt i Indien och inom hinduismen men också i den hellenistiska antiken och inom sufismen. Inom kristendomen fick askesen sitt särskilda uttryck i den monastiska rörelsen. Den monastiska askesen har framför allt två målsättningar: dels försakelsen av äktenskapliga och jordiska bindningar i allmänhet för att helt ägna sig åt Kristi efterföljelse, dels att genom bönen nå en förening med Gud (mystik).
Historiskt har två olika typer utvecklats: askes i isolering (eremiter, anakoreter) och i social gemenskap (cenobitiska kloster). Reformationen ställde sig avvisande till klostrens askes, men en asketisk livshållning återkom i de reformatoriska kyrkorna genom pietismen.
Ordet askes kommer från grekiskans ἄσκησις, áskēsis, som betyder "övning". Ursprungligen betecknade man med askes de försakelser som idrottsmän lade på sig för att förbereda sig inför en tävling.